# Stanislav Seman
Stanislav Seman, född den 8 augusti 1952 i Košice, Tjeckoslovakien, är en tjeckoslovakisk fotbollsspelare som tog OS-guld i fotbollsturneringen vid de olympiska sommarspelen 1980 i Moskva.